# Караваи (Гродненская область)
Карава́и (бел. Карава́і, пол. Korowaje) — деревня в Сморгонском районе Гродненской области Белоруссии.
Входит в состав Коренёвского сельсовета.
Расположена в центральной части района. Расстояние до районного центра Сморгонь по автодороге — около 10 км, до центра сельсовета деревни Корени по прямой — чуть менее 11 км. Ближайшие населённые пункты — Большая Мысса, Голешонки, Харуково. Площадь занимаемой территории составляет 0,2710 км², протяжённость границ 5260 м.
Согласно переписи население деревни в 1999 году насчитывало 26 человек.
До 2008 года Караваи входили в состав Белковщинского сельсовета.
Через деревню проходят местные автомобильные дороги:
- Н6134 Голешонки — Понара
- Н6742 Белковщина — Аславеняты — Хвецевичи — Караваи

Через Караваи проходит регулярный автобусный маршрут Сморгонь — Понара.